# Otroška paraliza
Otroška paraliza, otroška ohromelost ali poliomielitis (žargonsko tudi okrajšano kot polio) je nalezljiva bolezen, ki jo povzroča virus in se kaže z vročino, glavobolom, bruhanjem, včasih z ohlapno omrtvelostjo (pareza) ali ohromitvijo (paraliza) zaradi okvar v prednjih rogovih hrbtnega mozga. Prenaša se s človeka na človeka, zlasti po fekalno-oralni poti. Povzroča jo virus otroške ohromelosti (poliovirus).

## Zgodovina
Otroško paralizo je kot posebno bolezen prvi prepoznal Jakob Heine leta 1840. Povzročitelja, virus otroške paralize (poliovirus), je leta 1908 identificiral Karl Landsteiner. Do konca 19. stoletja ni bilo večjih epidemičnih izbruhov bolezni, v 20. stoletju pa je postala otroška paraliza ena od najbolj zastrašujočih otroških bolezni in je povzročila številne smrti in primere ohromelosti. Ohromila je na tisoče ljudi, zlasti majhne otroke. Do 80-ih let 19. stoletja, ko so se začele pojavljati prve epidemije po Evropi, je bolezen tisočletja obstajala v endemičnem obsegu. Kmalu zatem so se epidemije razširile tudi v ZDA. Leta 1910 je strmo naraslo število primerov bolezni v večini sveta in epidemije so postale pogoste, zlasti v mestih v toplih obdobjih leta. Te epidemije, ki so povzročile tisoče ohromitev otrok in odraslih, so strokovnjake spodbudile, da so začeli iskati učinkovito cepivo. To so razvili v 1950. letih. Cepljenje je povzročilo upad obolevnosti z več sto tisoč na okoli tisoč primerov letno, zahvaljujoč Iniciativi globalnega izkoreninjanja poliomielitisa (angleško Global Polio Eradication Initiative), ki jo je leta 1988 ustanovil konzorcij mednarodnih medvladnih in človekoljubnih organizacij. Cilj tega programa je bila prekinitev širjenje povzročitelja do leta 2007 tudi v zadnjih državah z endemsko prisotnim poliovirusom v Afriki in Aziji, kar se žal ni uresničilo. Svetovna zdravstvena organizacija (SZO) je območje Evrope leta 2002 proglasila za prosto poliomielitisa, kar pa je povzročilo zanemarjanje cepljenja in slabitev nadzora. Po ocenah je danes do 12 milijonov otrok v Evropi necepljenih. Slovenija spada med države z manjšim tveganjem obolenja.

## Prenašanje
Otroška paraliza je zelo nalezljiva bolezen, ki se s stikom med ljudmi zlahka prenaša. Na endemičnih območjih lahko divji poliovirusi okužijo pravzaprav celotno prebivalstvo. V območjih zmernega podnebja se pojavlja sezonsko; prenašanje doseže vrh poleti in jeseni. V tropskih predelih sezonsko gibanje ni izrazito. Čas od okužbe do nastopa prvih simptomov (inkubacijska doba) znaša od 6 do 20 dni; največji možni razpon je od 3 do 35 dni. Virusni delci so v stolici prisotni še več tednov po začetni okužbi. Bolezen se prenaša predvsem po fekalno-oralni poti, z zaužitjem okužene vode ali hrane. Občasno je prenos tudi oralno-oralni, kar je pomembno zlasti v predelih z dobro higieno. Bolnik je najbolj kužen v času od 7 do 10 dni pred nastopom simptomov in od 7 do 10 dni po njem, vendar je prenos okužbe možen še dolgo pozneje, saj se virus  v blatu in v slini zadržuje več tednov.
Dejavniki, ki povečujejo tveganje za okužbo oziroma verjetnost hude oblike bolezni, so imunska pomanjkljivost, nedohranjenost, tonzilektomija (odstranitev mandljev), telesna dejavnost takoj po nastopu ohromitve, poškodba mišice z intramuskularno injekcijo cepiva ali zdravila in nosečnost. Virus sicer lahko prehaja posteljico, vendar ni dokazov, da bi bil pri okužbi ali cepljenju matere plod lahko prizadet. Posteljico prehajajo tudi materina protitelesa, kar za plod pomeni pasivno zaščito pred okužbo s poliovirusom v času nosečnosti in še prvih nekaj mesecev po rojstvu.
V redkih primerih lahko bolezen prenese na drugega človeka tudi posameznik, ki je prejel oralno Sabinovo cepivo – gre za t. i. cepljenju pridruženo obliko okužbe. Cepivo namreč ni popolno; sicer je pripravljeno na način, da se zmanjša virulentnost oslabljenih virusov v cepivu, po drugi strani pa, da se ohrani njegova učinkovitost. Obstaja majhna možnost mutacije virusa, ki povzroči pri prejemniku cepiva akutno ali kronično okužbo, hkrati pa lahko prenese virus na drugega človeka. Verjetno bo v prihodnje v svetu več primerov cepljenju pridružene oblike otroške ohromelosti kot okužbe z divjim tipom virusa. Zato obstaja tudi težnja, da bi se oralno Sabinovo cepivo opustilo, takoj ko bodo to omogočale okoliščine.

## Klinična slika
Pri okoli 90 % bolnikov se simptomi ne pojavijo. Raznovrstni simptomi se lahko pojavijo, kadar virus zaide v krvni obtok. Pri okoli 1 % bolnikov virus zaide v osrednje živčevje, kar povzroči mišično oslabelost in akutno ohlapno ohromelost. Nastopijo lahko različne oblike ohromelosti, odvisno od prizadetih živcev. Najpogostejša je okužba hrbtenjače. Ta se kaže kot asimetrična ohromelost, ki prizadene zlasti noge. Pri bulbarnem poliomielitisu (okvari motoričnih jeder možganskih živcev v podaljšani hrbtenjači) se pojavi ohromelost mišic, ki jih oživčujejo ti živci. Bulbospinalna okužba je kombinacija obeh oblik (prizadeti so hrbtenjača in jedra možganskih živcev).

## Zdravljenje
Specifičnega zdravljenja za otroško ohromelost ne poznamo. Podporno zdravljenje ob pojavu simptomov vključuje lajšanje bolečin in umetno predihavanje ob dihalnem zastoju bolnika. Potrebna je dobra fizioterapija in včasih uporaba opornic ali celo ortopedska operacija.

## Epidemiologija
| Poročani primeri bolezni leta 2015 |                              |                                     |                                |
| Država                             | Okužbe z divjim tipom virusa | Primeri cepljenju pridružene oblike | Status prenosa                 |
| Pakistan                           | 52                           | 2                                   | endemično območje              |
| Afganistan                         | 19                           | 0                                   | endemično območje              |
| Madagaskar                         | 0                            | 10                                  | le cepljenju pridružena oblika |
| Laos                               | 0                            | 6                                   | le cepljenju pridružena oblika |
| Gvineja                            | 0                            | 4                                   | le cepljenju pridružena oblika |
| Mjanmar                            | 0                            | 2                                   | le cepljenju pridružena oblika |
| Ukrajina                           | 0                            | 2                                   | le cepljenju pridružena oblika |
| Nigerija                           | 0                            | 1                                   | le cepljenju pridružena oblika |
| Skupno                             | 71                           | 27                                  |                                |

Prva poročila o epidemijah otroške ohromelosti v Evropi segajo v zgodnje 19. stoletje, prvi izbruh v ZDA pa je bil zabeležen leta 1843. Izbruhi bolezni so se v razvitih deželah nato pojavljali naslednjih sto let, na severni polobli vsako poletje in jesen. Ocenjujejo, da je pred uvedbo cepljenja na svetu zaradi bolezni umrlo letno okoli 600.000 ljudi. V letu 1988 so Svetovna zdravstvena organizacija, UNICEF, ameriški CDC (Center za nadzorovanje bolezni) in druge organizacije sprožile iniciativo za izkoreninjenje bolezni po vsem svetu, a cilj še ni dosežen. V letu 2012 se je bolezen endemično pojavljala še v nekaterih predelih Nigerije, Afganistana in Pakistana, v nekaterih drugih državah Afrike in Azije pa so poročali o občasnih primerih otroške ohromelosti po vnosu povzročitelja v državo. V letu 2015 je veljalo, da sta na svetu le še dve državi, kjer je otroška ohromelost endemična bolezen: Pakistan in Afganistan.

### Severna in Južna Amerika
V obeh Amerikah so izkoreninjenje otroške ohromelosti razglasili leta 1994.

### Zahodnopacifiške države
Leta 2000 so izkoreninjenje razglasili v 37 zahodnotihomorskih državah, vključno s Kitajsko in Avstralijo. Na Kitajskem so ponovni izbruh bolezni zabeležili septembra 2011, in sicer z virusnim sevom, ki je sicer prisoten v sosednjem Pakistanu.

### Evropa
V Evropi so izkoreninjenje bolezni razglasili leta 2002, vendar je 1. septembra 2015 SZO potrdila primera cepljenju pridružene otroške paralize poliovirusa tipa 1.

#### Slovenija
Na Slovenskem se je otroška ohromelost pojavila prvič leta 1946. Epidemije te infekcijske bolezni so bile v Sloveniji v letih 1956, 1957 in 1958. Skupaj je zbolelo 393 oseb, umrlo pa jih je 41. Leta 1956 so na Infekcijski kliniki v Ljubljani zdravili kar 251 bolnikov. Zadnja epidemija otroške paralize na Slovenskem je bila leta 1978, ko je obolelo devet otrok iz šestih različnih občin, večinoma nepopolno cepljenih ali necepljenih.

### Jugovzhodna Azija
Zadnji primer otroške ohromelosti v regiji jugovzhodne Azije so zabeležili januarja 2011 v Indiji.  Odtlej niso poročali o novih primerih okužbe in SZO je Indijo februarja 2012 umaknila iz seznama držav z endemičnim pojavljanjem bolezni, s pripombo, da lahko za Indijo ponovno razglasijo izkoreninjenje otroške ohromelosti, če se nov primer ne bo pojavil v nadaljnjih dveh letih. 27. 3. 2014 je SZO objavila izkoreninjenje otroške ohromelosti v jugovzhodni Aziji, vključno z Indijo (poleg Bangladeša, Butana, Severne Koreje, Indonezije, Maldivov, Mjanmarja, Nepala, Šrilanke, Tajske in Vzhodnega Timorja). Z uvrstitvijo omenjenih držav na seznam držav brez otroške ohromelosti živi 80 % svetovnega prebivalstva na območjih, kjer je okužba s poliovirusom izkoreninjena.

### Sirija
V Siriji je zaradi motenega programa cepljenja otrok med državljansko vojno ponovno prišlo do pojava okužb z otroško ohromelostjo; prvi primeri so se verjetno pojavili leta 2012. Svetovna zdravstvena organizacija je pojav bolezni v tej državi uradno potrdila leta 2013. V oktobru in novembru 2013 so uradno zabeležili 15 primerov okužbe v mestu Deir ez-Zor, kasneje pa še en primer v Damasku in enega v Alepu. Šlo je za prve primere otroške ohromelosti v Siriji po letu 1999. Zdravniki in mednarodne agencije za javno zdravje so v Siriji od začetka vojne skupno poročali o več kot 90 primerih bolezni.
Maja 2014 je Svetovna zdravstvena organizacija opredelila ponovno širjenje otroške ohromelosti kot grožnjo mednarodnih razsežnosti za javno zdravje. V Siriji je potekala kampanja cepljenja dejansko v času vojnih spopadov in umrlo je več posameznikov, ki so opravljali cepljenje, vseeno pa jim je uspelo povečati stopnjo precepljenosti na predvojno raven. Od januarja 2014 niso poročali o nobenem novem primeru okužbe, kampanja cepljenja pa se nadaljuje. Posebna pozornost je namenjena tudi v Irak in morebitnem tamkajšnjem širjenju virusa.

### Afrika
Leta 2003 so v severnem predelu Nigerije, kjer se sicer otroška ohromelost ni več pojavljala, izdali verski odlok, ki je prepovedal cepljenje zaradi prepričanja, da cepivo proti poliomielitisu povzroča neplodnost. Posledično se je bolezen ponovno pojavila ter se razširila v nekatere sosednje države. Leta 2013 so napadalci na motornih vozilih umorili devet zdravstvenih delavcev, ki so izvajali cepljenje. Lokalni voditelji, tudi verski, in preživeli po okužbi z virusom otroške ohromelosti so oživili cepilno kampanjo in od julija 2014 niso zabeležili novih primerov okužbe. SZO je septembra 2015 Nigerijo umaknila iz seznama endemičnih držav in če se do leta 2017 ne bodo pojavili novi primeri, bodo razglasili izkoreninjenje bolezni.
Leta 2013 je ameriški Center za nadzor bolezni prejel prijavo 183 primerov okužbe v Somaliji, 14 primerov v Keniji in 8 primerov v Etiopiji, v letu 2015 pa v Afriki ni bilo prijavljenega primera okužbe z divjim tipom virusa. 2020 je bil v Nigeriji in s tem celotni Afriki divji tip virusa razglašen za izkoreninjenega. A case of circulating vaccine-derived poliovirus (cVDPV) type 2 was detected in Siguiri in Guinea's Kankan region, in August 2014. Septembra 2015 je SZO potrdil primer cepljenju pridružene okužbe v Maliju.

### Afganistan in Pakistan
Afganistan in Pakistan predstavljata edini območji v svetu, kjer se še vedno pojavljajo primeri okužbe z divjim tipom virusa. Zaradi državne podpore cepljenju pa na srečo število primerov upada in leta 2015 so našteli le še 19 primerov.
V Pakistanu so leta 2015 našteli 53 primerov, kar je več kot v katerikoli drugi državi. Cepljenje v državi ovirajo lokalni spori in organizacijske težave. V letih 2013 in 2014 so v Pakistanu umorili 66 posameznikov, ki so izvajali cepljenje. V letu 2015 je sicer število primerov bolezni upadlo za 70 %, kar je med drugim posledica visoke denarne podpore Združenih arabskih emiratov za namene cepljenja več kot desetih milijonov otrok, sprememb v vojaški situaciji ter zapornih kazni napadalcev zdravstvenih delavcev.

## Preprečevanje
Najučinkovitejši način preprečevanja otroške ohromelosti je vzdrževanje visokega deleža cepljenih v skupnosti. Enders, Weller in Robbins so leta 1949 prvič uspeli vzgojiti viruse na tkivnih kulturah opičjih in človeških celic, kar je bil temelj za učinkovito zaščito proti virusnim boleznim. Tako je leta 1954 Jonas Salk pripravil inaktivirano cepivo, Albert Sabin pa leta 1957 živo cepivo proti otroški paralizi. Leta 1957 je bilo cepljenje proti otroški ohromelosti uvedeno tudi v Sloveniji. Sprva so uporabljali inaktivirano Salkovo cepivo, od leta 1961 pa oralno atenuirano Sabinovo cepivo. Cepljenje je v Sloveniji leta 1964 postalo obvezno. Od leta 2003 v Sloveniji cepijo otroke vseh starostnih skupin s Salkovim inaktiviranim cepivom. Cepljenje proti otroški ohromelosti je v Sloveniji vključeno v obvezni program cepljenja. Tako pred boleznijo zaščitimo že majhne otroke v prvem letu starosti, ko dobijo prve tri odmerke kombiniranega cepiva proti davici, mrtvičnem krču (tetanusu), oslovskemu kašlju, hemofilusu influence b in otroški paralizi (prvi odmerek kombiniranega cepiva prejme otrok pri dveh mesecih starosti, drugi odmerek pri 4 do 5 mesecih, tretji odmerek po 6 mesecih starosti). Zadnji, četrti odmerek prejmejo otroci pri starosti od 12 do 24 mesecev.